# Carlo Pinchia
Carlo Pinchia (Torino, 1802 – Torino, 1875) è stato un magistrato e politico italiano, sindaco di Torino dal 1849 al 1850.

## Biografia
Fu il secondo sindaco di Torino nell'epoca dei sindaci eletti dal popolo, dopo Luigi de Margherita. Durante il suo mandato, il 6 luglio 1849, l'amministrazione di Torino adottò provvisoriamente un "Regolamento per l'amministrazione interna che in realtà rimase in vigore fino al 1863.
Nella sua breve amministrazione, si occupò di questioni come «l'educazione dei fanciulli», l'igiene pubblica, il riordinamento della «polizia municipale […] proporzionato all'ampiezza della
città», oltre che di emergenze come la minaccia del colera e il ricevimento della salma del re Carlo Alberto.
Dopo il decreto Rattazzi del 1859 che riorganizzava l'amministrazione del Regno di Sardegna, fu rieletto consigliere comunale nelle elezioni amministrative del gennaio 1860.
La sua città gli ha intitolato una via nel quartiere Mirafiori Nord.